# Liorhina
Liorhina is een geslacht van halfvleugeligen uit de familie Aphrophoridae. De wetenschappelijke naam van dit geslacht is voor het eerst geldig gepubliceerd in 1870 door Stål.

## Soorten
Het geslacht Liorhina omvat de volgende soorten:
- Liorhina albimaculata Hamilton, 1980
- Liorhina apicistriata Hamilton, 1980
- Liorhina crockeri (Duzee (van), 1940)
- Liorhina diadema Hamilton, 1980
- Liorhina flava Hamilton, 1980
- Liorhina fraterna (Duzee (van), 1940)
- Liorhina interrupta Hamilton, 1980
- Liorhina leopardus Hamilton, 1980
- Liorhina loxosema (Hacker, 1926)
- Liorhina lugubris (Duzee (van), 1940)
- Liorhina nigripes Hamilton, 1980
- Liorhina ovata Hamilton, 1980
- Liorhina penniops Hamilton, 1980
- Liorhina pubescens Hamilton, 1980
- Liorhina reflexa Stål, 1870
- Liorhina sera (Duzee (van), 1940)
- Liorhina setosa Hamilton, 1980
- Liorhina splendida Hamilton, 1980
- Liorhina transpuncta Hamilton, 1980
- Liorhina undulans Hamilton, 1980